# Shelagh Roberts
Pour les articles homonymes, voir Roberts.
Shelagh Marjorie Roberts, née le 13 octobre 1924 à Port Talbot et morte le 16 janvier 1992, est une femme politique britannique.
Membre du Parti conservateur, elle siège au Greater London Council de 1970 à 1981 et au Parlement européen de 1979 à 1989.